# 腾冲州
腾冲州，明朝时设置的州。
宣德五年（1430年）置，治所在今云南省腾冲县。辖境相当今云南省龙川江、大盈江流域。直隶云南省。正统三年（1438年）改属金齿军民指挥使司。十年废。 